# Vienna Twin Tower
La Viena Twin Tower es un complejo de edificios ubicado en el barrio Wienerberg del distrito Favoriten, en la ciudad de Viena. El edificio se encuentra cerca de la avenida Triester.
El edificio Viena Twin Tower es la construcción más alta del moderno barrio de la capital austriaca, en el que actualmente, sobre todo se localizan edificios de apartamentos y oficinas. Las obras comenzaron en 1999 y terminaron en el año 2001. El rascacielos cuenta con 37 plantas sobre nivel del suelo y con espacio de más de 100.000 metros cuadrados dedicados a oficinas. La torre está compuesta por dos estructuras dispuestas formando un ángulo obtuso conectadas con varias pasarelas para tener movilidad sin necesidad de salir del edificio. Una de las torres es de 138 metros de altura, la otra mide 127. El arquitecto del diseño fue el italiano Massimiliano Fuksas, y el proyecto fue financiado por la empresa Baustoffindustrie Wienerberger AG y la Inmoviliaria Immobilien Anlagen AG. En el interior hay un centro de conferencias y diez salas de cine, así como un número importante de cafeterías y restaurantes disponiendo también en su garaje de cerca de 1000 plazas de aparcamiento.
Su posición se encuentra en las afueras de la ciudad de Viena, justo al lado del área recreativa de Wienerberg que cuenta con un campo de golf cercano. Sin embargo, la ubicación tiene la desventaja de tener difícil acceso al transporte público de la ciudad. En la actualidad, hay una conexión a través de tres líneas de autobús y un autobús lanzadera de reciente creación para llegar a la estación Philadelphiabrücke de la línea 6 del Metro de Viena